# Fairfax (Kalifornija)
Fairfax je gradić u američkoj saveznoj državi Kalifornija. Prema popisu stanovništva iz 2010. u njemu je živjelo 7,441 stanovnika.